# Chambœuf (Loire)
Chambœuf település Franciaországban, Loire megyében. Lakosainak száma 1782 fő (2022. január 1.). Chambœuf Saint-Galmier, Veauche, Aveizieux, Cuzieu, Rivas, Saint-Bonnet-les-Oules és Saint-Médard-en-Forez községekkel határos.

## Népesség
A település népességének változása:
| Lakosok száma | 445  | 866  | 1100 | 1516 | 1566 | 1628 | 1711 | 1791 | 1812 | 1782 |
|               | 1968 | 1982 | 1990 | 2006 | 2013 | 2015 | 2017 | 2019 | 2020 | 2022 |